# Nick Seymour

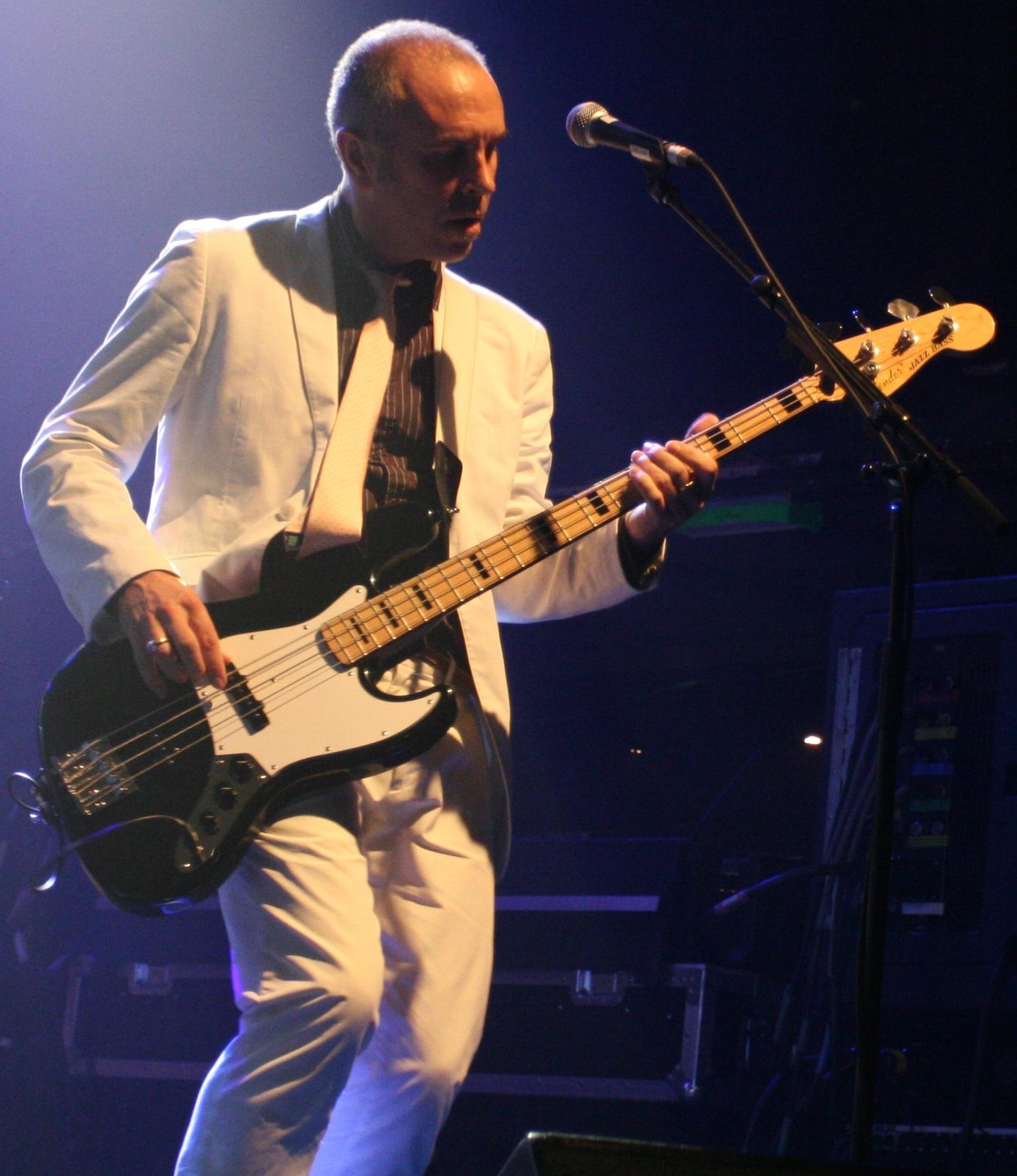
Nick Seymour in 2007

Nicholas More Seymour (Benalla (Victoria), 9 december 1958) is een Australisch bassist, schilder, tekenaar en platenproducer.   

## Biografie
Seymour studeerde aan de Kunstacademie in Melbourne en leerde zichzelf basgitaar spelen. In zijn vrije tijd speelde hij in lokale bands, en werkte hij op de set voor films zoals The Leonski Incident. 
Eind 1984 zag hij een televisie-interview met Neil Finn en Paul Hester van de populaire Nieuw-Zeelandse groep Split Enz, die net uit elkaar was gevallen. Finn had het erover dat hij en Hester een nieuwe band wilden oprichten en dat ze nog een bassist zochten. Seymour ging naar een afscheidsfeestje van Split Enz en sprak met een licht aangeschoten Finn die hem een auditie aanbood. Dit bleek goed te gaan, want hij werd de nieuwe bassist, en bleef dit tot het eind van de band in 1996.
Naast zijn werk als basgitarist heeft hij ook alle ontwerpen gedaan voor de albums van Crowded House, en heeft ook zijn stem doen gelden in het maken van de video's en de aankleding van toneel en band.
Na het uiteenvallen van Crowded House heeft hij aan diverse projecten meegewerkt, waaronder de band Deadstar, en hij is naar Ierland verhuisd. Hier heeft hij onder andere het debuutalbum van Bell X 1 geproduceerd.

## Trivia
Nick Seymour is de broer van Mark Seymour, de leadzanger van Australische groep Hunters and Collectors.
- MusicBrainz: 294b8b6f-c8cd-482b-9535-8123de5b6f5b
- Virtual International Authority File: 882154260417524480005